# گورستان کاشن
قبرستان کاشن مربوط به دوره اشکانیان است و در شهرستان خاش، بخش ایرندگان، دهستان ایرندگان، ۲ متری روستای کاشن واقع شده و این اثر در تاریخ ۲۷ اسفند ۱۳۸۶ با شمارهٔ ثبت ۲۲۵۹۹ به‌عنوان یکی از آثار ملی ایران به ثبت رسیده است.